# Armine Kalenz
Armine Kalenz (armenisch Արմինե Գալենց, Geburtsname Paronyans, * 18. August 1920 in Damaskus, Syrien; † 22. November 2007 in Jerewan, Armenien) war eine armenische Malerin.

## Leben und Werk

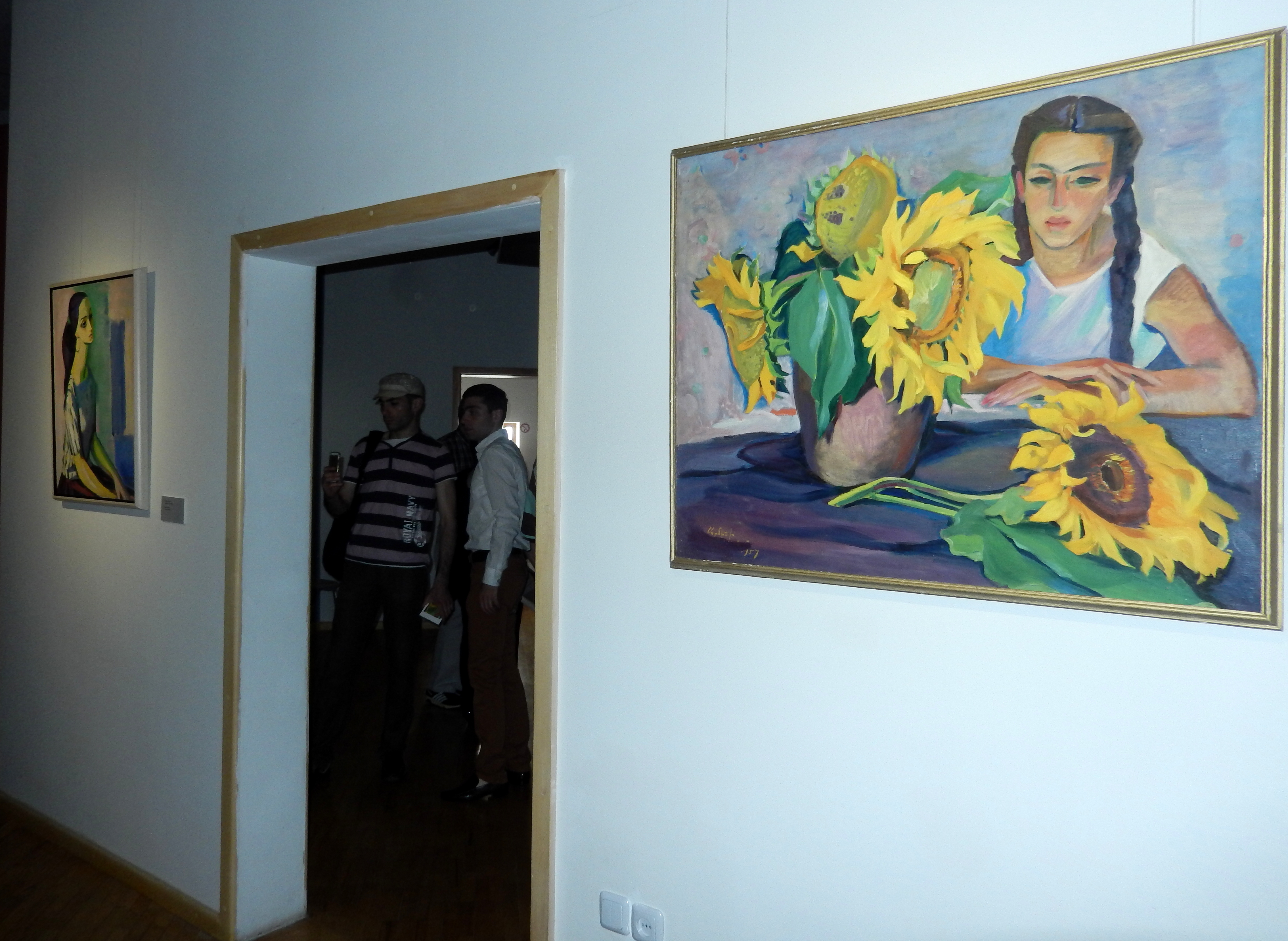
Ausstellung von Armine Kalenz

In ihrem Geburtsjahr kehrte die Familie von Kalenz in die türkische Heimat nach Adapazarı zurück. Da es jedoch wieder zu Unruhen und Anklagen gegen Armenier in verschiedenen Teilen der Türkei kam und ihr Vater verstorben war, flüchtete ihre Mutter mit ihren beiden Kindern, wobei sie  ihren Sohn Aram in einem amerikanischen Waisenhaus zurückließ. Nach der Flucht lebte Kalenz mit ihrer Mutter in Istanbul und zog 1926 nach Aleppo. 1931 zog sie nach der Grundschulausbildung am Haigazian-College in Aleppo nach Jerusalem, Palästina, wo sie bis 1933 die Holy-Targmanchats-Schule besuchte. Danach zog sie von Jerusalem erneut nach Aleppo, wo sie das französische College des Saint Joseph Convent besuchte. Nach einem Aufenthalt in Rom lernte sie in Beirut den Maler Harutjun Kalenz kennen und wurde seine Schülerin. 1939 nahm sie als Mitglied der Arbeitsgruppe für die Gestaltung des Libanon-Pavillons an der Internationalen Ausstellung in New York teil, wofür ihr von der libanesischen Regierung eine Ehrenurkunde verliehen wurde. 1940 kehrte sie nach Aleppo zurück und begann mit ihrer individuellen Arbeit. Sie war damals die einzige Künstlerin in Aleppo, wo auch ihre erste Ausstellung im Hotel Paron stattfand. 1943 heiratete sie Harutjun Kalenz in der St.-Nishan-Kirche in Beirut, in der das Gemälde der heiligen Maria von Harutjun Kalenz gemalt worden war. Das Ehepaar bekam zwei Söhne, Armen und Saro. 1946 zog sie mit ihrer Familie mit der ersten Gruppe von Repatriierten in die Armenische Sozialistische Sowjetrepublik und wurde 1947 dort Mitglied der Künstlervereinigung. 1947 wurde die erste Ausstellung der Werke der Repatriierten organisiert, in der sie die einzige weibliche Teilnehmerin war. In der Ausstellung wurden ihre Ölgemälde auf Leinwand und eine Reihe von im Libanon gemalten Aquarellen gezeigt. Nach der Teilnahme an der Ausstellung der neuen Werke der armenischen Maler 1948 gab es heftige Kritik an dem Ehepaar Kalenz und sie durften nicht weiter an den Ausstellungen der Republik teilnehmen. 1967 wurde ihr der Titel eines Honorarkünstlers des sowjetischen Armeniens verliehen. 1973 wurde eine Einzelausstellung im Armenischen Museum in Paris eröffnet. Sie hatte die 20 auf der Ausstellung in Frankreich ausgestellten Leinwände während ihrer dreimonatigen Reise gemalt. 1975 besuchte sie Kanada und malte eine Reihe von Landschaftsgemälden, die bei einer Einzelausstellung im Club der Tekeyan Union ausgestellt wurden. 1982 kehrte sie nach Syrien zurück und begann an dem Triptychon „Prayer“ zu arbeiten. 1991 reiste sie in die USA, um dort eine produktive Arbeitszeit zu verbringen, und kehrte 1993 nach Jerewan zurück. 1996 veröffentlichte sie das Buch „Erinnerungen an Harutjun Kalenz“. 2003 arbeitete sie an ihrem zweiten Buch mit dem Titel „Reflections: Armine Galentz about Herself“, das 2004 veröffentlicht wurde. 2004 hatte sie eine Ausstellung in der Albert und Tove Boyajian Gallery in der Akademie der Schönen Künste in Jerewan, in der Arbeiten aus ihren gemalten Pastellblumenserien gezeigt wurden. Dies war die letzte Einzelausstellung in ihrem Leben, da sich ihr Sehvermögen so stark verschlechterte, dass ihr fast die Möglichkeit zum Malen genommen wurde. 2005 präsentierte sie ihre Leinwand „Prometheus“ im Rahmen des vom armenischen Außenministeriums durchgeführten Projekts „Creative Combination“.
2010 wurde das Haus von Harutjun und Armine Kalenz in Jerewan mit 200 Bildern und mehr als 200 grafischen Werken sowie Archivmaterial zum Kalenz-Museum ernannt.

## Ausstellungen (Auswahl)
- 1940: Hotel Paron, Aleppo
- 1945: Akademie der bildenden Künste, Beirut
- 1962: Einzelausstellung im armenischen Künstlerverband
- 1973: Einzelausstellung im Armenischen Museum, Paris
- 1975: Club der Tekeyan Union, Kanada
- 1980: Einzelausstellung im Künstlerverband von Armenien
- 1982: Einzelausstellung "East", Aleppo
- 1984: Union of Georgia, Tiflis
- 1988: anlässlich des 80-jährigen Jubiläums von Artem Alichanjan im Institut für Physik, Jerewan
- 1992: Einzelausstellung im Pan-Armenian National Center, Los Angeles
- 1994: Einzelausstellung im armenischen Künstlerverband
- 2003: Internationale Frauenausstellung, Moskau
- 2016: Galerie des Kulturhauses Karlshorst, Berlin